# 다인큐브
다인큐브 주식회사(Daincube Corporation)는 대한민국의 기업으로 산업용 로봇 컨트롤러, 산업용 티치 펜던트 제조/판매회사이다.

## 참고 자료
- 김태구 (2014년 4월 15일). “다인큐브”. 《로봇신문》. 2017년 12월 25일에 확인함.
- 하상범 (2016년 9월 6일). “다인큐브, 고기능 제어장치 구성도 한 번에”. 《산업일보》. 2017년 12월 25일에 확인함.
- 이영호 (2017년 12월 19일). “다인큐브, 로봇 안전검사 시행 수혜…매출 확대 기대감↑”. 《전자신문》. 2017년 12월 25일에 확인함.